# Uli Frommer
Ulrich „Uli“ Frommer (* 15. Januar 1950) ist ein ehemaliger deutscher Fußballspieler.

## Sportliche Laufbahn
Frommer begann seine fußballerische Laufbahn bei der TSG Söflingen und wechselte anschließend als Stürmer innerhalb Ulms zum 1. SSV Ulm 1928. Nach dem Abitur zog er nach Stuttgart, wo er zugleich ein Ingenieurstudium aufnahm und für die Stuttgarter Kickers auflief. Für den Verein spielte er bis 1975 zunächst in der Regionalliga Süd und nach erfolgreicher Qualifikation in der 2. Bundesliga Süd. 
Nach Abschluss des Studiums trat Frommer eine Stelle beim Tiefbauamt der Stadt Neu-Ulm an und schloss sich dem damaligen Drittligisten FV Biberach an. Mit der Mannschaft spielte er in der Schwarzwald-Bodensee-Liga um den Aufstieg in die 2. Bundesliga. In den Spielzeiten 1975/76 und 1977/78 erreichte der Klub jeweils als Vizemeister die Teilnahme an der Deutschen Amateurmeisterschaft, schied dort jedoch jeweils in der ersten Runde aus. In der Gründungssaison 1978/79 lief Frommer gemeinsam mit Robert Birner für Biberach in der neuen Oberliga Baden-Württemberg auf und trug mit 14 Toren in 30 Spielen zum Klassenerhalt bei. Anschließend ließ er seine aktive Fußball-Karriere beim FV Illertissen ausklingen.

## Berufliche Laufbahn
Bei der Stadt Neu-Ulm stieg Frommer bis zum Amtsleiter auf und leitete den Fachbereich „Öffentlicher Lebensraum und Verkehr“, bevor er 2015 in den Ruhestand trat.

## Trivia
Sein Sohn Nico Frommer war ebenfalls ein Fußballprofi, der in der Bundesliga spielte und in Auswahlmannschaften des DFB berufen wurde. 